# Cum a nobis petitur
La butlla Cum a nobis petitur d'Innocenci IV datada el 14 d'abril de 1248, pocs anys després de la conquesta de Mallorca i de la creació i dotació del bisbat de Mallorca, relaciona la divisió parroquial de Mallorca que romandrà sota la jurisdicció del nou bisbat.
Alguna de les parròquies o els seus rectors ja es documenten amb anterioritat, per la qual cosa es dona per fet que el document fa referència a una realitat preexistent i no és un acte fundacional.
A la següent llista s'anoten les incidències que afectaren els límits parroquials amb anterioritat al segle xix, en el que els canvis parroquials i municipals foren intensos.

## Ciutat
Pel que fa a Palma, tret de la creació de la parròquia de Sant Nicolau segregada de Santa Eulàlia el 1302, la divisió parroquial no sofrirà canvis fins al segle xviii.
- Santa Creu
- Santa Eulàlia
- Sant Jaume
- Sant Miquel

## Part forana
Aquesta divisió parroquial serà la base de la futura creació de les viles per part de Jaume II de Mallorca, l'any 1300, i de la divisió municipal de Sanç de Mallorca, cap a 1315.
- Santa Maria d'Alaró
- Sant Jaume de Ginyent (a alguns quilòmetres d'Alcúdia, on es traslladà més endavant)
- Santa Maria d'Artà
- Santa Maria d'Andratx
- Santa Maria de Rubines (a les proximitats de Binissalem, on es traslladà més endavant)
- Santa Maria de Bunyola
- Sant Joan de Calvià
- Sant Miquel de Campanet (entre 1315 i 1362, vicaria sufragània de la parròquia d'Huifalfàs, de la qual finalment se segregà. El 1425 es traslladà a la vila.
- Sant Julià de Campos (més endavant es traslladà a la vila).
- Església d'Escorca, no s'hi esmenta el sant titular (més endavant es traslladà a Lluc).
- Sant Pere d'Esporles
- Santa Maria i Sant Joan de Felanitx (Sant Joan és probablement l'església de Porreres; el 1265 ja s'havia segregat la parròquia de Santanyí)
- Santa Maria d'Inca
- Sant Miquel de Llucmajor
- Santa Maria de Manacor
- Santa Maria de Marratxí (entre 1369 i 1639 s'uní a la parròquia de Santa Maria del Camí).
- Santa Maria i Sant Pere de Montuïri (Sant Pere és probablement l'església de Castellitx, a pocs quilòmetres d'Algaida on més endavant es traslladà)
- Sant Joan i Santa Margalida de Muro (Santa Margalida és probablement l'església de Santa Margalida)
- Sant Pere de Petra
- Església de Pollença, no s'hi esmenta el sant titular.
- Santa Maria de Puigpunyent
- Santa Maria de Santa Maria del Camí
- Sant Llorenç de Selva
- Sant Pere de Sencelles
- Santa Maria de Sineu (el 1298 se'n segregà Sant Joan).
- Santa Maria de Bellver (no es consolidà, s'integrà a Manacor i actualment és Sant Llorenç del Cardassar)
- Sant Bartomeu de Sóller
- Santa Maria de Valldemossa (a principis del segle xvi, se'n segregà Deià)